# KNVB Beker 1925/26
De KNVB Beker 1925/26 was de 24ste editie van dit voetbaltoernooi.
T.S.V. LONGA won voor de eerste keer de NVB Beker. De club versloeg De Spartaan met 5-2.

## Kwartfinale
| Thuis       | Uitslag | Uit      | Bijzonderheden |
| ----------- | ------- | -------- | -------------- |
| Blauw-Wit   | 2-0     | EDO      |                |
| De Spartaan | 4-2     | Heracles |                |
| SVV         | 2-1     | Xerxes   |                |
| ZFC         | 4-6     | LONGA    |                |

## Halve finale
| Thuis     | Uitslag | Uit         | Bijzonderheden                      |
| --------- | ------- | ----------- | ----------------------------------- |
| Blauw-Wit | 0-1     | De Spartaan | Gespeeld in Amsterdam (Het Stadion) |
| LONGA     | 7-1     | SVV         | Gespeeld in Dordrecht (terrein DFC) |

## Finale
|                                                                      |                                                                               |               |             | |
| 13 juni 1926                                                         | LONGA                                                                         | 5 – 2 (3 – 0) | De Spartaan | Opstellingen: |
| terrein Hercules, Utrecht Scheidsrechter: Rommes Toeschouwers: 3.000 | Thijsselink 1-0' (pen.) Pallandt 2-0' Ghering 3-0' Pallandt 4-0' Ghering 5-0' |               | 5-1' 5-2'   | LONGA: Melis, Brekelmans, Van de Boer, Leijnen, Van Es, De Jongh, Teurlings, Pallandt, Spijkers, Ghering, Thijsselink. De Spartaan:. |
|                                                                      |                                                                               |               |             | |

Seizoenen: 1898/99 · 1899/00 · 1900/01 · 1901/02 · 1902/03 · 1903/04 · 1904/05 · 1905/06 · 1906/07 · 1907/08 · 1908/09 · 1909/10 · 1910/11 · 1911/12 · 1912/13 · 1913/14 · 1914/15 · 1915/16 · 1916/17 · 1917/18 · 1918/19 · 1919/20 · 1920/21 · 1921/22 · 1922/23 · 1923/24 · 1925 · 1925/26 · 1926/27 · 1927/28 · 1928/29 · 1929/30 · 1930/31 · 1931/32 · 1932/33 · 1933/34 · 1934/35 · 1935/36 · 1936/37 · 1937/38 · 1938/39 · 1939/40 · 1940/41 · 1941/42 · 1942/43 · 1943/44 · 1944/45 · 1945/46 · 1946/47 · 1947/48 · 1948/49 · 1949/50 · 1950/51 · 1951/52 · 1952/53 · 1953/54 · 1954/55 · 1955/56 · 1956/57 · 1957/58 · 1958/59 · 1959/60 · 1960/61 · 1961/62 · 1962/63 · 1963/64 · 1964/65 · 1965/66 · 1966/67 · 1967/68 · 1968/69 · 1969/70 · 1970/71 · 1971/72 · 1972/73 · 1973/74 · 1974/75 · 1975/76 · 1976/77 · 1977/78 · 1978/79 · 1979/80 · 1980/81 · 1981/82 · 1982/83 · 1983/84 · 1984/85 · 1985/86 · 1986/87 · 1987/88 · 1988/89 · 1989/90 · 1990/91 · 1991/92 · 1992/93 · 1993/94 · 1994/95 · 1995/96 · 1996/97 · 1997/98 · 1998/99 · 1999/00 · 2000/01 · 2001/02 · 2002/03 · 2003/04 · 2004/05 · 2005/06 · 2006/07 · 2007/08 · 2008/09 · 2009/10 · 2010/11 · 2011/12 · 2012/13 · 2013/14 · 2014/15 · 2015/16 · 2016/17 · 2017/18 · 2018/19 · 2019/20 · 2020/21 · 2021/22 · 2022/23 · 2023/24 · 2024/25
Finales: 2013 · 2014 · 2015 · 2016 · 2017 · 2018 · 2019 · 2020 · 2021 · 2022 · 2023 · 2024 · 2025
Nederland: Eredivisie · Eerste divisie · Tweede divisie · Derde divisie/Topklasse · KNVB Beker
Europa: Champions League · Europa Cup I · Europa Cup II · Europa League · UEFA Cup · Jaarbeursstedenbeker · Intertoto Cup